# Włodzimierz Dłubacz
Włodzimierz Franciszek Dłubacz (ur. 10 kwietnia 1952 w Nowym Sączu) – doktor habilitowany, pracownik naukowo-dydaktyczny Katolickiego Uniwersytetu Lubelskiego Jana Pawła II, filozof klasyczny.

## Życiorys
Magisterium pod tytułem Zagadnienie pierwszego poruszyciela w filozofii Arystotelesa obronił w 1979 r. z historii na KUL, promotorem była s. Z.J. Zdybicka. W 1989 r. uzyskał stopień doktora, a w 2003 stopień doktora habilitowanego na podstawie dysertacji U źródeł koncepcji Absolutu. Od Homera do Platona. Pracuje w Instytucie Filozofii KUL od 1980 r. na stanowisku adiunkta, a od 1992 r. na Wydziale Zamiejscowym Prawa i Nauk o Społeczeństwie KUL w Stalowej Woli. W latach od 2005 do 2015 kierował Katedrą Filozofii Boga oraz Instytutem Socjologii WZPiNoS. Prowadził wykłady na uniwersytecie w Trnawie na Słowacji, w studium filozoficznym w Lewoczy i studium teologicznym we Lwowie. Wykładał również w seminariach duchownych: marianów, werbistów i karmelitów. Był promotorem ponad 260 prac magisterskich, kierował 15 rozpraw doktorskich. Był recenzentem dorobku habilitacyjnego, 7 rozpraw doktorskich i 14 grantów. Organizował i uczestniczył w ok. 160 sympozjach, konferencjach i kongresach krajowych, międzynarodowych oraz światowych.
W 2023 odznaczony odznaką honorową „Bene Merito”.
Był członkiem lubelskiego Komitetu Poparcia Jarosława Kaczyńskiego w przedterminowych wyborach prezydenckich w 2010.

### Zainteresowania
Do jego zainteresowań naukowych należą takie obszary jak: metafizyka, filozofia Boga i religii, antropologia, filozofia społeczeństwa i polityki.

## Dorobek naukowy
Prowadzone przez niego badania obejmowały zakres filozoficznej teorii Absolutu oraz filozofii społeczeństwa i polityki.
Jest autorem następujących publikacji:
- Pomoc społeczna a zasady cywilizacji miłości (w: Współczesne kierunki rozwoju pomocy społecznej, red. M. Klimek, J. Czerw, Stalowa Wola 2011, s. 12- -15),
- Rodzina w życiu człowieka (w: Współczesna rodzina w dobie przemian społeczno-kulturowych, red. B. Więckiewicz, M. Klimek, Lublin 2012, s. 203-218),
- Godność – praca – globalizacja (Stalowa Wola 2014),
- Stary-nowy ateizm. Refleksje filozoficzne (w: Sztuka i realizm. Art and Realisty. Księga pamiątkowa z okazji jubileuszu urodzin i pracy naukowej na KUL profesora Henryka Kieresia, red. T. Duma i in., Lublin 2014, s. 112-124),
- Wokół pojęcia świętości. W nawiązaniu do życia i myśli św. Jana Pawła II (Lublin 2014),
- Problem Absolutu w filozofii Arystotelesa (Lublin 2015).

Napisał artykuł Źródła sekularyzacji kultury europejskiej („Cywilizacja"; 2012, s. 34-41) oraz hasło do Encyklopedii filozofii polskiej.

## Działalność Naukowa
Jest inicjatorem i organizatorem Ogólnopolskich Sympozjów Arystotelesowskich w Kazimierzu Dolnym nad Wisłą, Sądeckich Spotkań z Filozofią, corocznych Międzynarodowych Interdyscyplinarnych Seminariów Naukowych w Starym Sączu (od 2010 r.) oraz był organizatorem i kierownikiem Studium Filozofii Klasycznej im. św. Tomasza z Akwinu w Rzeszowie (1997–1999) i Poznaniu (1995–1997). Był członkiem Senatu KUL, jako przedstawiciel niesamodzielnych pracowników nauki. Był redaktorem serii wydawniczej Les Conferences Parisiennes, założył kwartalnik Ku Nowej Polsce i pełnił funkcję redaktora naczelnego w latach od 1996 do 2000. Współzałożyciel i wiceprezes Wszechnicy Chrześcijańsko-Demokratycznej od 1996 r. do 2000 r., w latach 1997–2000 był członkiem Rady Naukowej przy Wielkim Kanclerzu KUL. Później, między 2009 a 2016, był organizatorem i kierownikiem Studium Filozoficzno-Etyczno-Społecznego im. Jana Pawła II przy Polskiej Misji Katolickiej w Paryżu.